# Lycée Henri IV
Das Lycée Henri IV in der Rue Clovis Nr. 23 im 5. Arrondissement von Paris ist eine der angesehensten und zugleich anspruchsvollsten weiterführenden Schulen Frankreichs. Es ist bekannt für seine hervorragenden Ergebnisse im Baccalauréat und den sogenannten „concours“, den Auswahlverfahren für die Zulassung zu den Grandes écoles, vor allem in den geisteswissenschaftlichen Fachrichtungen.
Einige Gebäude der Schule stehen unter Denkmalschutz, zum Beispiel die Reste der Abtei Sainte-Geneviève aus dem 12. oder 13. Jahrhundert, darunter  die Tour Clovis, der ehemalige Glockenturm der Klosterkirche, das ehemalige Refektorium (heute Kapelle) und das Medaillenzimmer, Cabinet des Médailles. Im Jahr 1996 wurden bei Renovierungsarbeiten sogar Überreste aus der Epoche der Karolinger entdeckt.

## Geschichte

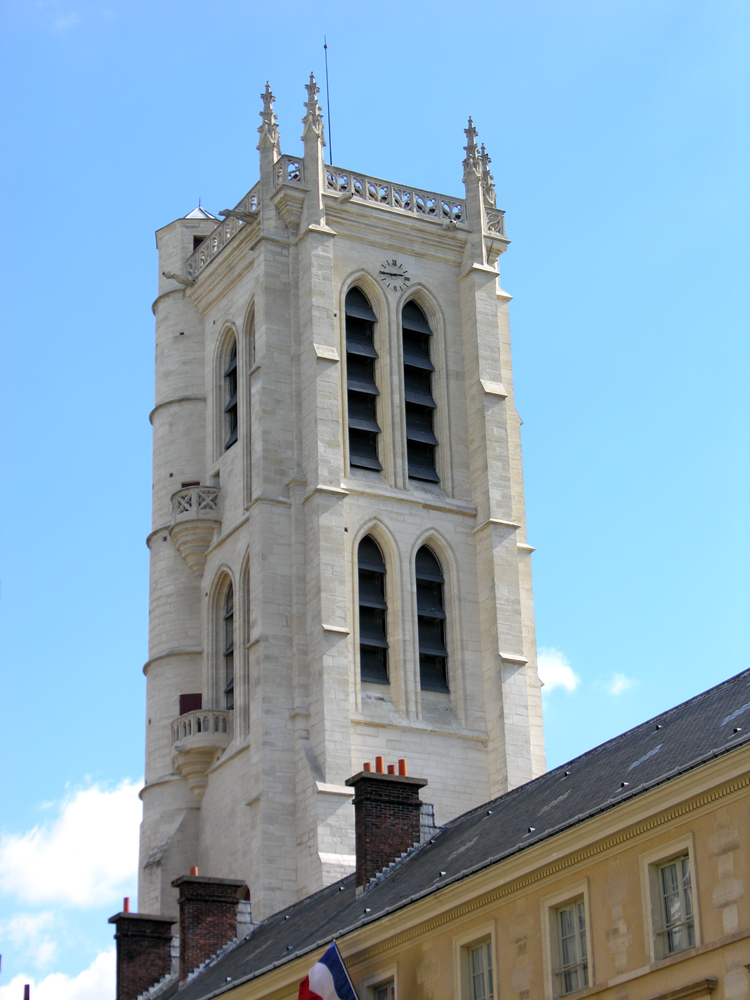
Die Tour Clovis

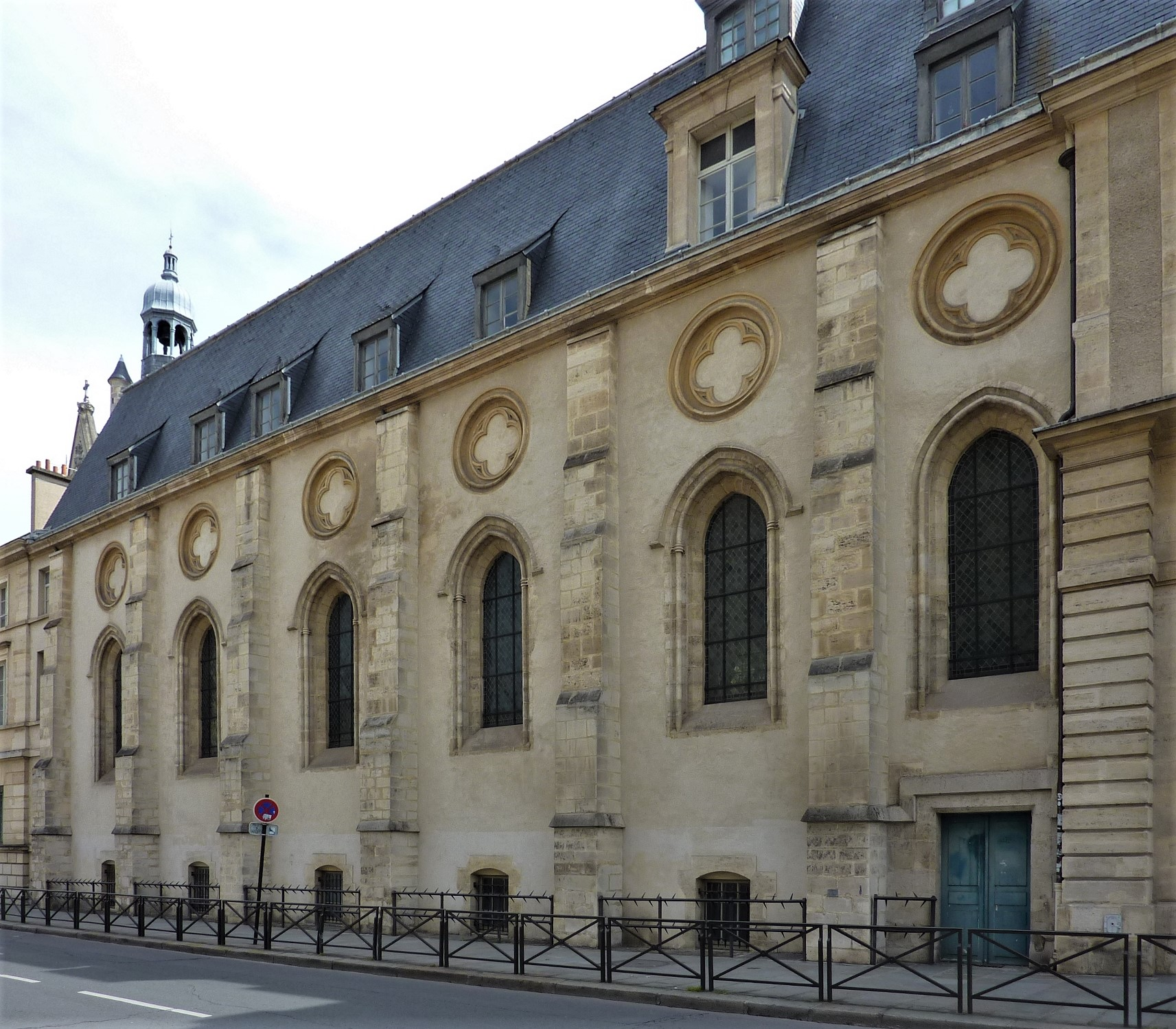
Das ehemalige Refektorium

Am Anfang der Geschichte der heutigen Schule steht die Abtei Sainte-Geneviève, ein Benediktinerkloster, das im Jahr 502 vom fränkischen König Chlodwig I. zu Ehren der Apostel Petrus und Paulus gegründet wurde. Seit 512 befand sich dort auch die Ruhestätte der heiligen Genoveva, der Schutzheiligen von Paris. Nachdem das Kloster mehrmals von den Normannen geplündert worden war, wurde es von weltlichen Kanonikern übernommen. Im 12. Jahrhundert wurde das Kloster von Suger von Saint-Denis, dem Abt der Abtei Saint-Denis, reformiert und mit Regularkanonikern von Saint-Victor besetzt. Er richtete ein Skriptorium und eine Bibliothek ein. 1619 übertrug König Ludwig XIII. die Abtei dem Kardinal de la Rochefoucauld als Kommende, dieser gründete dort die Congrégation de France als Kongregation der Augustiner-Chorherren in Frankreich. Während der Französischen Revolution wurde das Kloster aufgehoben und zum Nationaleigentum erklärt. Die große Bibliothek (58.000 gedruckte Werke und 2.000 Handschriften) entging der Vernichtung, und die ehemalige Abtei wurde zu einer Bildungseinrichtung, die sich zuerst École centrale du Panthéon, später Lycée Napoléon nannte. Sie ist die erste französische Schule, die als Lycée bezeichnet wurde. In der Epoche der Restauration wurde sie in Lycée Corneille umbenannt, und schließlich setzte sich der Name Lycée Henri IV. durch. Sie wurde in der Folgezeit hauptsächlich von Kindern der oberen Gesellschaftsschichten besucht, darunter die Söhne des Königs Louis Philippe und des Hochadels.

## Die Schule heute
Das Lycée Henri IV umfasst ein Collège (vierjährige Sekundarstufe I), das eigentliche Lycée (dreijährige Sekundarstufe II) und die Classes préparatoires, die auf die Bewerbung um einen Studienplatz an einer Grande école vorbereiten, und hat insgesamt etwa 2500 Schüler.
Das Collège besuchen etwa 600 Schüler, hauptsächlich von der Pariser Rive Gauche. Wegen seines guten Rufs und seiner Lage nahe der Sorbonne sind viele Schüler Kinder von Hochschuldozenten und -professoren. Es gibt jedoch auch solche aus anderen Bezirken, insbesondere, wenn sie Russisch als erste Fremdsprache wählen, da diese Option nur von sehr wenigen Schulen angeboten wird. Neben dem obligatorischen Englisch werden Chinesisch, Deutsch, Italienisch und Spanisch sowie Altgriechisch und Latein unterrichtet.
Im Gegensatz zum Collège werden die Schüler des Lycée nach ihren Schulleistungen ausgewählt und kommen von Schulen in ganz Paris und Umgebung. Etwa 10 bis 12 Prozent der Schüler stammen aus Problemvierteln. Aufgrund der strengen Aufnahmevoraussetzungen erzielt die Schule weit überdurchschnittliche Erfolgsquoten in den Abiturprüfungen (Baccalauréat), das so gut wie alle Schüler bestehen.
Auch die Auswahl für die etwa zwei Dutzend Classes préparatoires erfolgt streng nach Leistung. Da die Vorbereitungsklassen des Lycée Henri IV zu den renommiertesten Frankreichs gehören, bewerben sich Schüler aus dem ganzen Land um die Aufnahme. Im nationalen Vergleich erreichen die Absolventen der Schule bei den Concours, den Wettbewerben um Studienplätze an den Grandes écoles, regelmäßig mit die höchsten Erfolgsquoten. Innerhalb von Paris besteht eine traditionelle Rivalität mit dem ebenfalls überaus erfolgreichen Lycée Louis-le-Grand.

## Berühmte ehemalige Schüler
- Désiré André (1840–1917), Mathematiker
- Jean Baudrillard (1929–2007), Soziologe und Philosoph
- Guy Béart (1930–2015), Chansonnier, Komponist und Schauspieler
- Léon Blum (1872–1950), Politiker und französischer Premierminister
- Jacques de Bourbon Busset (1912–2001), Schriftsteller und Politiker
- Émile Boutroux (1845–1921), Philosoph
- Patrick Bruel (* 1959), Sänger und Schauspieler; er erwähnt das Lycée in seinem Lied Place des grands hommes („Ort der bekannten, großen Männer“)
- Isambard Kingdom Brunel (1806–1859), Ingenieur
- Esther Duflo (* 1972), Ökonomin und Nobelpreisträgerin
- Léon-Paul Fargue (1876–1947), Schriftsteller
- Valentin Feldman (1909–1942), Philosoph und Mitglied der Résistance
- Michel Foucault (1926–1984), Philosoph
- Georges Friedmann (1902–1977), Soziologe
- André Gide (1869–1951), Schriftsteller
- Julien Gracq (1910–2007), Schriftsteller
- Pascal Guimier (* 1960), Journalist
- Hans Ulrich Gumbrecht (* 1948), deutscher Romanist und Professor an der Stanford University
- Marcel Hic (1915–1944), Trotzkist
- Alfred Jarry (1873–1907), Schriftsteller
- Henri Kréa (1933–2000), Schriftsteller
- Linda Lê (1963–2022), Schriftstellerin
- Stéphane Lissner (* 1953), Theater- und Operndirektor
- Robert Lüling Parker (1893–1973), Petrologe, Mineraloge und Hochschullehrer an der Eidgenössischen Technischen Hochschule Zürich
- Emmanuel Macron (* 1977), französischer Staatspräsident
- Jacques Maritain (1882–1973), Philosoph
- Paul Massot (1800–1881), Arzt und Politiker
- Prosper Mérimée (1803–1870), Schriftsteller
- Alain Minc (* 1949), Schriftsteller und Politikberater
- Alfred de Musset (1810–1857), Schriftsteller
- Joseph Naudet (1786–1878), Philologe, Historiker und Bibliothekar
- Pap Ndiaye (* 1965), Historiker und französischer Bildungsminister
- Paul Nizan (1905–1940), Schriftsteller
- Léon Ollé-Laprune (1839–1898), katholischer Philosoph
- Jean Orcel (1896–1978), Mineraloge
- François Ozon (* 1967), Filmregisseur
- Mazarine Pingeot (* 1974), Schriftstellerin und Journalistin, außereheliche Tochter des ehemaligen französischen Staatspräsidenten François Mitterrand
- Jean Plantureux, genannt Plantu, (* 1951), Karikaturist
- Henri Regnault (1843–1871), Maler
- Jean-Paul Sartre (1905–1980), Philosoph
- Volker Schlöndorff (* 1939), deutscher Filmregisseur
- Maurice Schumann (1911–1998), Politiker
- Jean-Claude Schmitt (* 1946), Historiker
- Jorge Semprún (1923–2011), Schriftsteller, ehemaliger spanischer Kulturminister und Mitglied der Académie Goncourt
- Bertrand Tavernier (1941–2021), Filmregisseur
- Albert Thibaudet (1874–1936), Schriftsteller
- André Vingt-Trois (1942–2025), Erzbischof von Paris
- Simone Weil (1909–1943), Philosophin

## Ehemalige berühmte Lehrer
- Henri Bergson (1859–1941), Philosoph und Nobelpreisträger
- Henri Berr (1863–1954), Wissenschaftshistoriker und -philosoph
- Jean Louis Armand de Quatrefages de Bréau
- Émile Chartier, bekannt unter dem Pseudonym Alain (1868–1951)
- Jules Haime
- Jean Hyppolite (1907–1968), Philosoph
- Károly Újfalvy von Mezőkövesd
- Georges Pompidou (1911–1974)
- Albert Soboul (1914–1982)
- Henri Yvon (1873–1963), Romanist und Sprachwissenschaftler